# ليو توماس
ليو توماس (بالإنجليزية: Leo Thomas)‏ هو لاعب كرة قاعدة أمريكي، ولد في 26 يوليو 1923 في ترلوك في الولايات المتحدة، وتوفي في 5 مارس 2001 في كونكورد في الولايات المتحدة.

## وصلات خارجية
- ليو توماس على موقعبيزبول رفرنس.كوم (الدوري الرئيسي) (الإنجليزية)